# Miss Universo 1957
Miss Universo 1957, sesta edizione di Miss Universo, si è tenuta a Long Beach, negli Stati Uniti d'America il 19 luglio 1957. Gladys Zender, Miss Perù, è stata incoronata Miss Universo 1957.

## Risultati

### Piazzamenti
| Risultato finale   | Concorrente |
| ------------------ | --- |
| Miss Universo 1957 | - Perù - Gladys Zender |
| 2ª classificata    | - Brasile - Teresinha Gonçalves Morango |
| 3ª classificata    | - Inghilterra - Sonia Hamilton |
| 4ª classificata    | - Cuba - María Rosa Gamio Fernández |
| 5ª classificata    | - Germania - Gerti Daub |
| Top 15             | - Alaska - Martha Lehmann - Argentina - Mónica Lamas1 - Austria - Hannerl Melcher - Canada - Gloria Noakes - Giappone - Kyoko Otani - Grecia - Ligia Karavia - Italia - Valeria Fabrizi - Marocco - Jacqueline Dorella Bonilla - Svezia - Ingrid Jonsson - Uruguay - Gabriela Pascal |

1 Miss USA, Leona Gage (Maryland), era stata annunciata come semifinalista, ma fu espulsa dal concorso il giorno prima della finale, dopo che si scoprì che era sposata ed era madre di due figli. Miss Argentina, Monica Lamas, originariamente sedicesima si sostituì al posto vacante.

### Riconoscimenti speciali
| Riconoscimento              | Concorrente                           |
| --------------------------- | ------------------------------------- |
| Miss Congeniality           | - Porto Rico - Mapita Mercado Cordero |
| Miss Photogenic             | - Germania - Gerti Daub               |
| Most Popular Girl in Parade | - Canada - Gloria Noakes              |

## Concorrenti
- Alaska – Martha Lehmann
- Argentina – Mónica Lamas
- Austria – Hannerl Melcher
- Belgio – Janine Hanotiau
- Brasile – Teresinha Gonçalves Morango
- Canada - Gloria Noakes
- Ceylon – Camellia Rosalia Perera
- Corea del Sud – Park Hyun-ok
- Costa Rica – Sonia Cristina Icaza
- Cuba – María Rosa Gamio Fernández
- Ecuador – Patricia Juliana Benítez Wright
- Filippine - Mary Ann Carmen Philipps Corrales
- Francia – Lisa Simon
- Germania – Gerti Daub
- Giappone - Kyoko Otani
- Grecia – Ligia Karavia
- Guatemala – Ana Walda Olyslager
- Hawaii – Ramona Tong
- Inghilterra – Sonia Hamilton
- Islanda – Bryndis Schram
- Israele – Atara Barzilay
- Italia – Valeria Fabrizi
- Marocco - Jacqueline Dorella Bonilla
- Martinica - Ginette Cidalise-Montaise
- Messico – Irma Arévalo
- Paraguay – Lucy Montanero Rivarola
- Perù – Gladys Rosa Zender Urbina
- Porto Rico - Mapita Mercado Cordero
- Svezia – Ingrid Jonsson
- Turchia - Guler Sirmen
- Uruguay – Gabriela Pascal
- Venezuela – Consuelo Nouel Gómez

### Ritiri
- Australia - June Finlayson
- Colombia - Yolanda Pulecio Vélez
- Finlandia - Marita Lindahl

### Squalifiche
- Stati Uniti - Leona Gage